# Algorab
Algorab (aus arab. الغراب al-ġurāb ‚der Rabe‘) ist der Eigenname für den Stern Delta Corvi (kurz: δ Crv) im Sternbild Rabe. 
Algorab hat eine scheinbare Helligkeit von +2,94 mag und gehört der Spektralklasse A0 an. Die Entfernung der Erde von Algorab beträgt ca. 87 Lichtjahre (Hipparcos-Datenbank).